# 青木建
青木 建（あおき けん、1946年（昭和21年）6月23日 - ）は、日本の銀行家。みずほインベスターズ証券顧問。

## 略歴
- 1970年 - 東京大学法学部卒業後、日本勧業銀行（現・みずほ銀行）入行[1]　
  - 以降、第一勧業銀行証券投資グループ次長、宮崎支店長、営業第六部長、証券企画部長等を歴任する
- 1998年 - 取締役営業第二部長委嘱
- 1999年 - 常務取締役営業第二部長委嘱
- 2000年
  - 6月 - 第一勧業証券副社長
  - 7月 - みずほ証券副社長
- 2002年 - みずほインベスターズ証券副社長
- 2006年 - 同社長[1]
- 2009年 - 同会長
- 2012年 - 同顧問[2]